# Pandemia de COVID-19 en Maine
El primer caso de la pandemia de enfermedad por coronavirus en Maine, estado de los Estados Unidos, inició el 12 de marzo de 2020. Hay 2.322 casos confirmados, 1.992 recuperados y 100 fallecidos.

## Cronología

### Marzo
El 12 de marzo, Maine anunció elsu primer caso confirmado de COVID-19, un reservista de la Armada de los Estados Unidos de unos 50 años del condado de Androscoggin que había regresado de su servicio en Italia.
El 27 de marzo de 2020, Maine informó su primera muerte debido a coronavirus, que era un hombre de unos 80 años del condado de Cumberland. El 29 de abril, 8 empleados que trabajaban en una planta local de envasado de carne de Tyson Foods en Portland, Maine dieron positivo por COVID-19, lo que provocó conversaciones sobre detener la producción de la planta. El mismo día, se confirmaron 20 casos en el Centro de Salud y Vida Penobscot Hope House en Bangor, Maine, que alberga un refugio para personas sin hogar.
El 15 de marzo de 2020, la gobernadora Janet Mills declaró un estado civil de emergencia que le permite establecer reservas de emergencia de productos, le permite al estado acceder a fondos federales para combatir el brote y permite la suspensión de ciertas leyes. La gobernadora Mills recomendó suspender la instrucción en el aula en Maine y detener todas las reuniones de más de 50 personas, o más de 10 personas si los ciudadanos mayores participaran en la reunión. También recomendó posponer procedimientos médicos no urgentes, citas médicas y cirugías electivas, y restringir a los visitantes a centros de salud a largo plazo.
El 16 de marzo de 2020, Maine fue uno de los primeros estados en aprobar su solicitud para el Préstamo por desastre por daños económicos a la Administración de pequeñas empresas de los Estados Unidos, que ayudaría a las empresas en Maine a recuperar pérdidas financieras debido al cierre de coronavirus.
El 19 de marzo, la ciudad de Bangor anunció que el servicio de autobuses Community Connector comenzaría solo permitiendo que las personas ingresen desde la parte trasera del autobús para alentar el distanciamiento social a partir del 20 de marzo. Los pasajeros que usan andadores y sillas de ruedas podían abordar desde el frente del autobús. A medida que se pusieron en práctica más prácticas de distanciamiento social, la ciudad de Bangor comenzó a utilizar un sistema de honor para el servicio de autobuses y pidió que los pasajeros no ocuparan los asientos directamente detrás del conductor.
El 24 de marzo, la Ciudad de Portland anunció que el gerente firmó una orden de quedarse en casa a partir del 25 de marzo para todas las empresas y servicios no esenciales en Portland, con una posible fecha de finalización el 27 de abril. El 26 de marzo, la Ciudad de South Portland también anunció una orden similar a partir del 27 de marzo, excepto para las actividades permitidas.
El 30 de marzo, la gobernadora de Maine, Janet Mills, emitió "una directiva Stay Healthy at Home que requiere que las personas que viven en Maine se queden en casa en todo momento a menos que sea por un trabajo esencial o por una razón personal esencial, como obtener alimentos, medicamentos, atención médica, u otros fines necesarios ".

### Abril
El 10 de abril, la gobernadora Mills reprogramó las elecciones primarias legislativas y legislativas de Maine del 9 de junio de 2020 al 14 de julio. La orden ejecutiva de Mills también amplió la capacidad de solicitar boletas en ausencia, que ahora se pueden hacer hasta el día de las elecciones.
El Departamento de Agricultura, Conservación y Silvicultura de Maine cerró 10 parques estatales costeros porque el hacinamiento en esos parques dificultaba el distanciamiento social. El Departamento dijo que supervisaría los parques estatales restantes, la mayoría de los cuales aún estaban cerrados durante el invierno, aunque se permiten visitas sin cita previa. Baxter State Park, un parque independiente del sistema de parques estatales, anunció que cerraría hasta al menos el 1 de julio, permitiendo solo caminatas de día sin cita. El parque nacional Acadia anunció que cerraría indefinidamente para evitar que los socorristas se expongan al virus en caso de una lesión y para evitar que los visitantes viajen a la zona.

## Impacto

### En la educación
Los colegios y universidades de Maine recibieron $ 41 millones en ayuda federal como parte de la Ley de Ayuda, Alivio y Seguridad Económica Coronavirus (CARES), con $ 17.2 millones destinados a los siete campus del Sistema de la Universidad de Maine y $ 8.7 millones destinados al Sistema de Colegios Comunitarios de Maine. La mitad del dinero de la ayuda federal recibida irá directamente a apoyar a los estudiantes.

### En el transporte
El Departamento de Transporte de los Estados Unidos de Maine (MDOT por sus siglas en inglés) dijo que desde la orden de permanencia en el hogar emitida por la gobernadora Mills, el tráfico en las carreteras estatales había disminuido en dos dígitos. Este fue el caso especialmente en las zonas urbanas, aunque el MDOT no dio a conocer cifras específicas ya que estaban incompletas.
MaineDOT ha podido programar más trabajos de carretera durante el día debido a la reducción del tráfico causado por la pandemia, lo que significa que no es necesario un trabajo nocturno costoso, lo que ahorra costos. Dichos proyectos incluyen mantenimiento en varios puentes del área de Portland en la Interestatal 295, que ahora puede ocurrir durante el día debido a una reducción del tráfico del 60 por ciento desde los niveles normales.
La Autoridad de Turnpike de Maine dijo que les estaba pagando a todos sus empleados dos semanas de licencia administrativa, y que los trabajadores que continuaban reportándose al trabajo aún se lo darían, duplicando efectivamente su paga. Un líder sindical calificó el acuerdo como "bueno" y dijo que el ánimo de los trabajadores era alto como resultado. La Autoridad anunció que los conductores incómodos con la entrega de efectivo a un cobrador de peajes no serían penalizados por usar los carriles EZ Pass únicamente y pagar los peajes en línea o por correo. La decisión de renunciar a los peajes en efectivo se tomaría en base a la orientación de los funcionarios de salud del gobierno. Los conteos de tráfico habían disminuido en un 20 por ciento inmediatamente después de la orden de permanencia en el hogar, y el tráfico del fin de semana cayó un 50 por ciento. Esta disminución se debió casi exclusivamente a la disminución de los automóviles de pasajeros que utilizan la carretera, ya que el tráfico comercial solo disminuyó un 1 por ciento. No estaba claro cómo la disminución del tráfico afectaría las finanzas de Turnpike, aunque el director ejecutivo Peter Mills dijo que recomendaría a la junta de la Autoridad que continúen votando un contrato de $ 28 millones para ampliar cinco millas de la carretera.
La Autoridad Ferroviaria de Pasajeros del Norte de Nueva Inglaterra anunció una suspensión de todos los servicios restantes de Amtrak Downeaster, para comenzar el 13 de abril y durar hasta el 30 de abril, después de dos reducciones de servicio anteriores. En promedio, 20 pasajeros habían estado utilizando el único viaje de ida y vuelta restante a Boston.
Los abordajes en el Aeropuerto Internacional de Portland disminuyeron en un 70 por ciento en comparación con el año anterior para la semana que terminó el 21 de marzo.